# Caspar Josefus Martinus Bottemanne
Caspar Josephus Martinus Bottemanne (Alkmaar, 14 augustus 1823 – Haarlem, 22 mei 1903) was een rooms-katholiek prelaat, zesde bisschop van het bisdom Haarlem. Hij stichtte de Kathedrale Basiliek Sint Bavo..

## Loopbaan
Bottemanne was een afstammeling van de achttiende-eeuwse steenmeester Caspar Josephus I Bottemanne die is begraven in de Grote of Sint-Laurenskerk te Alkmaar. Verschillende van zijn voorouders waren thesaurier van kerkelijke instellingen.
Priester gewijd 15 augustus 1846, werd hij kapelaan van Everardus Stephanus van der Haagen, aartspriester van Holland en Zeeland. Hij bestudeerde de geschiedenis van het christendom en publiceerde over het concilie van Basel, Gallicanisme, Paus Adrianus VI en Paus Honorius. Hij was president van het grootseminarie van Warmond en gold als een erudiete man. Hij leefde sober en gaf veel aan de armen.
Op 14 augustus 1883 benoemde paus Leo XIII hem tot bisschop van Haarlem. Hij werd gewijd door de aartsbisschop van Utrecht Snickers, die ook zijn voorganger was als bisschop van Haarlem. Zijn bisschopswapen was van azuur, beladen met zespuntige ster van goud, van keel, beladen met een gouden, zevenpuntige oostersche koningskroon, op den rand versierd met roode edelgesteenten en de wapenspreuk: Omnia in Charitate. 
Als bisschop was hij bouwheer van de nieuwe Sint Bavo-kathedraal en andere kerken in Noord-Holland. In 1897 legde hij de eerste steen voor een grote uitbreiding van het seminarie te Warmond. In 1889 bepaalde hij dat de relieken van de heilige Adelbert van Egmond - tot dan in het bezit van het bisdom - aan de Abdij van Egmond moesten worden afgestaan. In 1895 was hij eerste consecrator van Henricus van de Wetering, de latere aartsbisschop van Utrecht.
Caspar Bottemanne was Ridder in de Orde van de Nederlandse Leeuw en Commandeur in de Orde van Oranje-Nassau. Hij is begraven in de Onze-Lieve-Vrouw Onbevlekt Ontvangenkerk te Overveen.

## Bloedmirakel

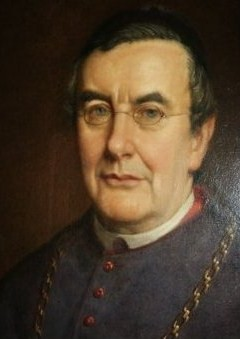
C.J.M. Bottemanne, waarschijnlijk door Henri Bogaerts van het atelier Peinture Bogaerts, Boxtel, ca. 1893.

In 1897 gaf Bottemanne een oorkonde af waarin de echtheid van de relikwie van het Bloedmirakel werd erkend. Hij gaf opdracht het stukje stof met bloedsporen in een gouden doosje te plaatsen dat was bezet met 24 diamanten. Op de rand van het doosje stond in het Latijn; Reliek van het Allerheiligst Miraculeus Bloed van Alkmaar. Het is wonderbaar in onze ogen.

## Publicaties
- De Honorii Papae epistolarum corruptione, Buscoduci, Henricum Bogaerts (1870)
- Het gallicanisme in onze dagen, De Katholiek (1870)
- De onfeilbaarheid van Paus Honorius, De Katholiek (1870)
- Over den invloed der valsche Dekretalen op de Pauselijke magt (1880)
- Het schrijven van den Kardinaal Cajetanus, De Katholiek (1882)
- De Brief van den Kardinaal van Tortosa (Paus Adriaan VI) aan de theologische faculteit te Leuven (1889)